# زمین‌لرزه بلغارستان
زمین‌لرزه بلغارستان ممکن است به یکی از موارد زیر اشاره داشته باشد:
- زمین‌لرزه ۱۴ آوریل ۱۹۲۸ بلغارستان
- زمین‌لرزه ۱۹۱۳ بلغارستان
- زمین‌لرزه ۱۸ آوریل ۱۹۲۸ بلغارستان